# Компетентні пласти
Компетентні пласти (рос. компетентные пласты, англ. competent beds; rigid beds; нім. kompetente Schichten f pl, gruckfeste Schichten f pl, starre Schichten f pl) ― пласти осадових гірських порід, здатні протистояти тиску при складкоутворенні без течії матеріалу та зміни початкової потужності. 